# ジャスト・アナザー・バンド・フロム L.A.
『ジャスト・アナザー・バンド・フロム L.A.』（Just Another Band from L.A.）は、フランク・ザッパ率いるマザーズ・オブ・インヴェンションが1972年に発表したライブ・アルバム。フロ&エディ（マーク・ヴォルマンとハワード・ケイラン）在籍時としては最後のアルバムとなった。

## 解説
新曲3曲と既発曲のリメイク2曲から成る内容。「野菜を呼んでみな」は『アブソリュートリー・フリー』（1967年）からの楽曲で、「ドッグ・ブレス」は『アンクル・ミート』収録曲「ドッグ・ブレス, イン・ザ・イヤー・オブ・ザ・プレイグ」のリメイク。
オリジナルLPではA面を丸ごと占めていた新曲「ビリー・ザ・マウンテン」は、山のビリー、木のエセル、ビリーを徴兵しようとするスチュードベイカー・ホックといったキャラクターが登場する、ミュージカル仕立ての楽曲。曲中に「虹の彼方に」、アメリカ国歌、クロスビー、スティルス&ナッシュの「組曲: 青い眼のジュディ」等といった楽曲のパロディが挟み込まれている。この曲はアニメ映画化される予定もあったが、本作の録音と発表の間に当たる1971年12月10日、マザーズのロンドン公演で、ザッパが暴漢によりオーケストラ・ピットに突き落とされて重傷を負い、その後マザーズが解散状態となったため、映画化も中止となった。

## 収録曲
特記なき楽曲はフランク・ザッパ作。
1. ビリー・ザ・マウンテン - "Billy the Mountain" - 24:47
2. 野菜を呼んでみな - "Call Any Vegetable" - 7:22
3. エディ、冗談だろう? - "Eddie, Are You Kidding?" (Kaylan, Seiler, Volman, Zappa) - 3:10
4. マグダレーナ - "Magdalena" (Kaylan, Zappa) - 6:25
5. ドッグ・ブレス - "Dog Breath" - 3:39

## 参加ミュージシャン
- フランク・ザッパ - ギター、ボーカル
- マーク・ヴォルマン - リード・ボーカル
- ハワード・ケイラン - リード・ボーカル
- ドン・プレストン - キーボード、ミニ・モーグ
- ジム・ポンス - ベース、ボーカル
- エインズレー・ダンバー - ドラムス
- イアン・アンダーウッド - 木管楽器、キーボード、ボーカル